# Nina Miranda
Nina Miranda (Brasília, 1970) é uma cantora e compositora inglesa nascida no Brasil, tendo atuado como membro das bandas inglesas Smoke City, Shrift e Zeep.

## Vida e carreira
Miranda nasceu em Brasília, Distrito Federal. Sua mãe é a inglesa Liz Thompson-Miranda; Seu pai é o artista plástico brasileiro Luiz Aquila, que também é artista visual. A família posteriormente viveu na Inglaterra e na França. Miranda disse que queria ser cantora de ópera quando fosse mais jovem, mas depois estudou arte.
Smoke City tocou em importantes locais e festivais no Reino Unido e na Europa. Seu primeiro álbum, Flying Away, foi lançado em 1997, seguido em 2001 por Heroes Of Nature. Algumas das canções de Smoke City e outras colaborações com as quais Miranda se envolveu, apareceram em filmes e publicidade. Em um podcast no site do Myspace da Zeep, a dupla que ela mais tarde formou com o outro membro do Smoke City, Chris Franck, foi revelado que o Smoke City decidiu desistir por causa da pressão exercida sobre a banda por sua gravadora. Zeep lançou um álbum em julho de 2007, com o mesmo nome de Zeep. Em 2009, Zeep lançou um segundo álbum, People & Things.
Miranda também trabalhou com diversos artistas, atuando em faixas de Da Lata, Nitin Sawhney, Basement Jaxx, Cirque du Soleil, Bebel Gilberto, Daniel Jobim, Antonio Chainho, Spiller, Faze Action, Jah Wobble, Les Gammas, Troubleman, Arkestra 1, Hajime Yoshizawa, Robert Miles, e o português DAXUVA. Miranda uniu forças musicais com Dennis Wheatley na formação do grupo Shrift. O principal resultado dessa colaboração foi o lançamento de 2006, Lost in a Moment.
Miranda e seu parceiro em Smoke City e Zeep, Chris Franck, tiveram dois filhos juntos. Eles se separaram em 2010.